# Dranda
Dranda (abchaziska: Дранда; georgiska: დრანდა) är en ort i Abchazien i nordvästra Georgien med 3 205 invånare (år 2011). Den ligger cirka 20 km från huvudstaden Suchumi och cirka 7 km från Gulripsji.
Dranda är en av de få platser i Abchazien vars befolkning har gått upp sedan den senaste folkräkningen under sovjettiden. Majoriteten av befolkningen utgörs av armenier (51,0 %) och abkhazier (36,3 %), samt en mindre andel ryssar (7,1 %) och georgier (3,7 %). Mindre minoriteter är greker (0,7 %) och ukrainare (0,5 %) (år 2011).

## Personer från Dranda
- Jurij Wardimiadi (1925–1956), fotbollsspelare.